# Paul Verne

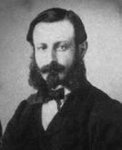
Paul Verne, um 1865

Pierre Paul Verne (* 29. November 1829 in Nantes; † 27. August 1897 in Paris) war ein französischer Seefahrer und Schriftsteller. 

## Lebenslauf
Der jüngere Bruder von Jules Verne ging gegen 1834 auf die gutbürgerliche Schule einer Madame Sambin, wo er bessere Leistungen erzielte als sein ebenfalls dort lernender Bruder. Sein großer Traum war es, zur See zu fahren, und die Eltern waren damit einverstanden. Aus gesundheitlichen Gründen wurde ihm ein weiteres Studium auf der École Navale verwehrt. Stattdessen heuerte er als Steuermannsjunge auf dem Handelsschiff „Régulus“ an und unternahm 1847 seine erste Seereise. 1848 folgte bereits die zweite Reise. Allerdings zeigte sich nun, dass seine humanistisch geprägte Ausbildung einer normalen Kapitänsausbildung im Wege stand. Um sein Ziel doch noch zu erreichen, musste er den Umweg über eine militärische Laufbahn einschlagen. 1850 bestand er sein Examen als Matrose und unternahm daraufhin mehrere Reisen nach Übersee. 1854 legte er erfolgreich die Prüfung zum Kapitän für Handelsschifffahrt ab. Seine schlechte Gesundheit verhinderte einen erneuten Einstieg in die Marine. Erst mit dem Ausbruch des Krimkriegs bekam er eine neue Chance. 1857 bat er um Entlassung aus der Marine, da er sich vermählen wollte. Die Hochzeit fand jedoch nicht statt und Paul, der nun keine weitere Chance mehr bekam, zur Marine zurückzukehren, wurde Börsenmakler in Nantes.
1858 heiratete er Berthe Meslier de Montarand (1841–1924), mit der er eine wenig erfüllte Ehe führte. Sehnsüchtig dachte er an seine Jugend zurück. Um diese Erinnerungen neu zu wecken, unternahm er mit seinem Bruder Jules in den Sommermonaten der Jahre 1864 und 1865 Fahrten entlang der französischen Küste. 1867 begleitete er den Bruder auf seiner Fahrt auf der Great Eastern, dem damals größten Passagierdampfer, nach Amerika. 1872 begleitete er Jules erstmals auf dessen Dampfjacht „Saint-Michel“. Diese Fahrt verlief so erfolgreich, dass die beiden Brüder auch in den Folgejahren immer wieder ausgedehnte Fahrten miteinander unternahmen. 1897 erlitt Paul einen schweren Herzinfarkt, an dessen Folgen er am 27. August 1897 verstarb.
Paul Verne hatte vier Kinder: 
- Gaston Verne (1860–1938),[1] verübte am 9. März 1886 einen Mordanschlag auf Jules Verne
- Maurice Verne (1862–1947)
- Marcel Verne (1866–1903)
- Marie Verne (1872–1922)

## Paul Verne als Autor
Wohl angeregt durch seinen Bruder Jules, begann auch Paul, sich für das Schreiben zu interessieren. Vielleicht auf seine Anregung hin verfasste er für dessen 1874 erschienenen Sammelband „Le Docteur Ox“ ( Eine Idee des Doctor Ox) den Bericht einer im August 1871 durchgeführten Mont-Blanc-Besteigung. 1881 erschien Paul Vernes Bericht einer Seereise von Rotterdam nach Kopenhagen unter dem Titel  DE ROTTERDAM À COPENHAGUE À BORD DU YACHT À VAPEUR «SAINT-MICHEL» (Von Rotterdam nach Kopenhagen am Bord der Dampfyacht „Saint Michel“) in der französischen Zeitschrift „L'Union bretonne“. Jules Verne übernahm den Text mit einigen Änderungen als Anhang im zweiten Band seines Romans „La Jangada“ (Die Jangada). Die Übersetzung erschien 1882 ebenfalls zusammen mit der deutschen Ausgabe von „La Jangada“. Die Beschreibung der Durchquerung der preußischen Provinz Schleswig-Holstein auf dem Eider-Kanal wurde zum Gegenstand mehrerer heimat- und kulturgeschichtlicher Studien, wie z. B. 2005 unter dem Titel Jules Verne in Schleswig-Holstein.

## Werke
- 1873: Esquisses musicales (Klavierkompositionen: 17 Stücke)
- 1874: Quarantième ascension française au Mont-Blanc – Eine Mont-Blanc-Besteigung
- 1881: De Rotterdam à Copenhague à bord du yacht à vapeur Saint-Michel. Mehrere deutsche Ausgaben. Online aus dem Jahr 1882.Von Rotterdam nach Kopenhagen – An Bord der Dampfjacht „Saint Michel“

weitere Ausgaben u. a. 2005 als: Jules Verne in Schleswig-Holstein – Bericht. Hrsg. und mit einem Nachwort von Frank Trende. Fotografien  Günter Pump. Husum 2005, ISBN 978-3-89876-198-7.
- 1891: Esquisses musicales (Klavierkompositionen: 14 Stücke)